# Haya bint Al Hussein

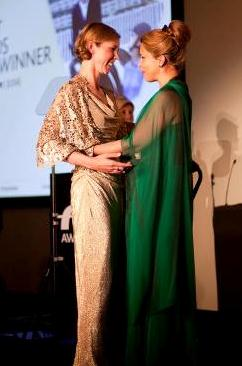
Prinsessan Haya (höger) vid en prisutdelning 2012.

Haya bint Al Hussein (arabiska: هيا بنت الحسين), född 3 maj 1974 i Amman, är prinsessa av Jordanien och tidigare fru till Mohammed bin Rashid Al Maktoum, emiren av Dubai. Hon är dotter till Hussein av Jordanien (1935–1999) och den jordanska drottning Alia som dog i en helikopterolycka 1977 när prinsessan Haya var tre år.
Prinsessan Haya var under åtta år IOK-ledamot. Hon var 2006–2014 president för Internationella ridsportförbundet och har representerat Jordanien i internationella hästhoppningstävlingar, bland annat i OS 2000.

## Familj och släkt
Prinsessan Haya är av saudisk och palestinsk härkomst. Hon var gift med Mohammed bin Rashid Al Maktoum, emir av Dubai. Paret har en dotter född 2007 och en son född 2012. Hon flydde med barnen från maken våren 2019 och bosatte sig i London. 
Hon har nio halvsyskon. Hon är halvsyster till kung Abdullah av Jordanien samt till prins Faisal som sitter i flera av IOK:s kommittéer och blev ledamot av IOK 2010. Prinsessan Haya har en adoptivsyster och en biologisk bror, prins Ali som har gjort karriär som fotbollsledare.
Prinsessan Haya tillhör den hashimitiska dynastin och uppges vara ättling i 43:e led till profeten Muhammed.

### Flykt från Dubai
Efter att inte ha setts till på flera månader meddelades det i juli 2019 att prinsessan Haya flytt från Dubai till Tyskland tillsammans med sina två barn. Från Tyskland tog hon sig sedan till Storbritannien där hon sökt asyl. Prinsessan Haya har sedan ansökt om skilsmässa från Mohammed bin Rashid Al Maktoum vid Högsta Domstolen i London, inlett en uppmärksammad vårdnadstvist om barnen samt kräver ett besöksförbud från maken. Flykten från Dubai skedde ett år efter att emirens dotter prinsessan Latifa försökt lämna Dubai men tillfångatagits och återförts till landet med våld.